# Lista di asteroidi (737001-738000)
Di seguito una lista di asteroidi dal numero 737001  al 738000 con data di scoperta e scopritore.

## 737001–737100
| Nome              | Designazione provvisoria | Data di scoperta  | Scopritore                  |
| ----------------- | ------------------------ | ----------------- | --------------------------- |
| 737001            | 2015 YK24                | 31 dicembre 2015  | Pan-STARRS                  |
| 737002            | 2015 YM24                | 21 novembre 2014  | Pan-STARRS                  |
| 737003            | 2015 YA26                | 13 giugno 2012    | Pan-STARRS                  |
| 737004            | 2015 YZ26                | 15 luglio 2013    | Pan-STARRS                  |
| 737005            | 2015 YA27                | 15 luglio 2013    | Pan-STARRS                  |
| 737006            | 2015 YB27                | 21 giugno 2010    | WISE                        |
| 737007            | 2015 YZ29                | 11 aprile 2010    | WISE                        |
| 737008            | 2015 YH36                | 18 dicembre 2015  | Mount Lemmon Survey         |
| 737009            | 2016 AY                  | 7 gennaio 2005    | CSS                         |
| 737010            | 2016 AM1                 | 16 settembre 2003 | Spacewatch                  |
| 737011            | 2016 AX4                 | 15 aprile 2012    | Pan-STARRS                  |
| 737012            | 2016 AM5                 | 6 marzo 2011      | Mount Lemmon Survey         |
| 737013            | 2016 AB6                 | 22 novembre 2009  | CSS                         |
| 737014            | 2016 AT7                 | 2 marzo 2010      | WISE                        |
| 737015            | 2016 AG10                | 8 novembre 2010   | Mount Lemmon Survey         |
| 737016            | 2016 AO10                | 16 gennaio 2005   | Spacewatch                  |
| 737017            | 2016 AL11                | 18 giugno 2013    | Pan-STARRS                  |
| 737018            | 2016 AZ12                | 3 gennaio 2016    | Mount Lemmon Survey         |
| 737019            | 2016 AH13                | 19 novembre 1998  | Spacewatch                  |
| 737020            | 2016 AP16                | 3 dicembre 2015   | Mount Lemmon Survey         |
| 737021            | 2016 AX17                | 17 gennaio 2007   | Spacewatch                  |
| 737022            | 2016 AZ18                | 13 febbraio 2010  | Spacewatch                  |
| 737023            | 2016 AR19                | 19 maggio 2012    | Mount Lemmon Survey         |
| 737024            | 2016 AC23                | 27 novembre 2009  | Spacewatch                  |
| 737025            | 2016 AC26                | 21 maggio 2006    | Spacewatch                  |
| 737026            | 2016 AL26                | 24 ottobre 2011   | Pan-STARRS                  |
| 737027            | 2016 AM29                | 30 gennaio 2011   | Mount Lemmon Survey         |
| 737028 Steinbring | 2016 AR29                | 16 marzo 2004     | D. D. Balam                 |
| 737029            | 2016 AX29                | 7 giugno 2013     | Pan-STARRS                  |
| 737030            | 2016 AA30                | 28 novembre 2010  | Mount Lemmon Survey         |
| 737031            | 2016 AQ31                | 24 novembre 2009  | Mount Lemmon Survey         |
| 737032            | 2016 AZ31                | 13 ottobre 1998   | Spacewatch                  |
| 737033            | 2016 AJ33                | 9 gennaio 2006    | Spacewatch                  |
| 737034            | 2016 AU34                | 2 giugno 2003     | M. W. Buie, K. J. Meech     |
| 737035            | 2016 AE36                | 12 ottobre 2007   | Mount Lemmon Survey         |
| 737036            | 2016 AA39                | 30 gennaio 2011   | Pan-STARRS                  |
| 737037            | 2016 AG39                | 21 novembre 2009  | CSS                         |
| 737038            | 2016 AZ42                | 3 gennaio 2016    | Mount Lemmon Survey         |
| 737039            | 2016 AF43                | 19 settembre 2014 | Pan-STARRS                  |
| 737040            | 2016 AC44                | 11 settembre 2004 | Spacewatch                  |
| 737041            | 2016 AW45                | 3 luglio 2011     | Mount Lemmon Survey         |
| 737042            | 2016 AE46                | 27 ottobre 2009   | Mount Lemmon Survey         |
| 737043            | 2016 AZ46                | 12 marzo 2005     | M. W. Buie, L. H. Wasserman |
| 737044            | 2016 AX47                | 7 novembre 2010   | Mount Lemmon Survey         |
| 737045            | 2016 AN48                | 17 ottobre 2009   | Mount Lemmon Survey         |
| 737046            | 2016 AO49                | 14 novembre 2010  | Mount Lemmon Survey         |
| 737047            | 2016 AE50                | 29 giugno 2010    | WISE                        |
| 737048            | 2016 AR50                | 27 novembre 2009  | Mount Lemmon Survey         |
| 737049            | 2016 AE54                | 27 agosto 2014    | Pan-STARRS                  |
| 737050            | 2016 AV54                | 4 gennaio 2016    | Pan-STARRS                  |
| 737051            | 2016 AG55                | 26 settembre 2003 | SDSS Collaboration          |
| 737052            | 2016 AO55                | 13 luglio 2013    | Mount Lemmon Survey         |
| 737053            | 2016 AB56                | 4 gennaio 2016    | Pan-STARRS                  |
| 737054            | 2016 AD56                | 22 novembre 2015  | Mount Lemmon Survey         |
| 737055            | 2016 AE57                | 16 febbraio 2010  | WISE                        |
| 737056            | 2016 AJ59                | 4 gennaio 2016    | Pan-STARRS                  |
| 737057            | 2016 AW60                | 4 febbraio 2005   | Spacewatch                  |
| 737058            | 2016 AM61                | 21 maggio 2012    | Pan-STARRS                  |
| 737059            | 2016 AO61                | 29 marzo 2012     | Pan-STARRS                  |
| 737060            | 2016 AX62                | 9 novembre 2009   | Mount Lemmon Survey         |
| 737061            | 2016 AC68                | 13 novembre 2010  | Mount Lemmon Survey         |
| 737062            | 2016 AF71                | 30 ottobre 2009   | Mount Lemmon Survey         |
| 737063            | 2016 AW72                | 26 luglio 2008    | SSS                         |
| 737064            | 2016 AW73                | 30 marzo 2011     | Pan-STARRS                  |
| 737065            | 2016 AE75                | 19 dicembre 2009  | Mount Lemmon Survey         |
| 737066            | 2016 AM75                | 13 marzo 2010     | WISE                        |
| 737067            | 2016 AT75                | 10 novembre 2009  | Mount Lemmon Survey         |
| 737068            | 2016 AJ78                | 23 novembre 2009  | Mount Lemmon Survey         |
| 737069            | 2016 AP78                | 19 giugno 2010    | WISE                        |
| 737070            | 2016 AC79                | 9 agosto 2002     | M. W. Buie, S. D. Kern      |
| 737071            | 2016 AW79                | 12 febbraio 2000  | SDSS Collaboration          |
| 737072            | 2016 AZ79                | 5 gennaio 2016    | Pan-STARRS                  |
| 737073            | 2016 AG80                | 27 ottobre 2005   | Spacewatch                  |
| 737074            | 2016 AN80                | 21 aprile 2012    | Spacewatch                  |
| 737075            | 2016 AU81                | 17 dicembre 2009  | Spacewatch                  |
| 737076            | 2016 AE82                | 18 settembre 2006 | CSS                         |
| 737077            | 2016 AR83                | 5 gennaio 2012    | Spacewatch                  |
| 737078            | 2016 AK84                | 14 luglio 2010    | WISE                        |
| 737079            | 2016 AN84                | 11 maggio 2010    | WISE                        |
| 737080            | 2016 AZ86                | 27 giugno 2014    | Pan-STARRS                  |
| 737081            | 2016 AG87                | 31 luglio 2014    | Pan-STARRS                  |
| 737082            | 2016 AC88                | 14 maggio 2012    | Pan-STARRS                  |
| 737083            | 2016 AQ89                | 6 dicembre 2015   | Mount Lemmon Survey         |
| 737084            | 2016 AX90                | 9 dicembre 2015   | Pan-STARRS                  |
| 737085            | 2016 AR91                | 11 ottobre 2015   | Mount Lemmon Survey         |
| 737086            | 2016 AU92                | 2 novembre 2006   | Mount Lemmon Survey         |
| 737087            | 2016 AO94                | 9 febbraio 2010   | WISE                        |
| 737088            | 2016 AB95                | 7 gennaio 2016    | Pan-STARRS                  |
| 737089            | 2016 AJ95                | 31 gennaio 2008   | Mount Lemmon Survey         |
| 737090            | 2016 AR97                | 6 marzo 2011      | Mount Lemmon Survey         |
| 737091            | 2016 AU98                | 25 ottobre 2011   | Pan-STARRS                  |
| 737092            | 2016 AE99                | 14 luglio 2013    | Pan-STARRS                  |
| 737093            | 2016 AO99                | 28 ottobre 2014   | Pan-STARRS                  |
| 737094            | 2016 AJ101               | 4 settembre 2008  | Spacewatch                  |
| 737095            | 2016 AW105               | 24 aprile 2012    | Mount Lemmon Survey         |
| 737096            | 2016 AH106               | 7 gennaio 2016    | Pan-STARRS                  |
| 737097            | 2016 AG107               | 23 novembre 2009  | Spacewatch                  |
| 737098            | 2016 AC108               | 7 gennaio 2016    | Pan-STARRS                  |
| 737099            | 2016 AU109               | 23 ottobre 2003   | SDSS Collaboration          |
| 737100            | 2016 AR112               | 21 novembre 2014  | Pan-STARRS                  |

## 737101–737200
| Nome   | Designazione provvisoria | Data di scoperta  | Scopritore                          |
| ------ | ------------------------ | ----------------- | ----------------------------------- |
| 737101 | 2016 AF113               | 20 novembre 2014  | Pan-STARRS                          |
| 737102 | 2016 AD115               | 9 aprile 2005     | Mount Lemmon Survey                 |
| 737103 | 2016 AA117               | 13 febbraio 2010  | Mount Lemmon Survey                 |
| 737104 | 2016 AN118               | 15 luglio 2013    | Pan-STARRS                          |
| 737105 | 2016 AL119               | 21 giugno 2012    | Mount Lemmon Survey                 |
| 737106 | 2016 AV119               | 29 marzo 2012     | Mount Lemmon Survey                 |
| 737107 | 2016 AL121               | 22 marzo 2010     | WISE                                |
| 737108 | 2016 AQ122               | 29 marzo 2008     | CSS                                 |
| 737109 | 2016 AV123               | 3 marzo 2005      | CSS                                 |
| 737110 | 2016 AP124               | 15 aprile 2010    | WISE                                |
| 737111 | 2016 AS125               | 12 febbraio 2010  | WISE                                |
| 737112 | 2016 AK126               | 8 agosto 2010     | WISE                                |
| 737113 | 2016 AQ126               | 24 settembre 2013 | Mount Lemmon Survey                 |
| 737114 | 2016 AW129               | 11 maggio 2005    | CSS                                 |
| 737115 | 2016 AN130               | 19 aprile 2013    | Pan-STARRS                          |
| 737116 | 2016 AY131               | 16 novembre 2009  | Mount Lemmon Survey                 |
| 737117 | 2016 AZ135               | 19 aprile 2007    | Spacewatch                          |
| 737118 | 2016 AO137               | 29 settembre 2014 | Pan-STARRS                          |
| 737119 | 2016 AZ137               | 28 gennaio 2011   | Spacewatch                          |
| 737120 | 2016 AC138               | 27 novembre 2009  | Spacewatch                          |
| 737121 | 2016 AW138               | 9 gennaio 2016    | Pan-STARRS                          |
| 737122 | 2016 AO140               | 9 gennaio 2016    | Pan-STARRS                          |
| 737123 | 2016 AC141               | 8 dicembre 2009   | Osservatorio astronomico di Maiorca |
| 737124 | 2016 AK141               | 15 novembre 2001  | Spacewatch                          |
| 737125 | 2016 AL141               | 27 ottobre 2009   | Mount Lemmon Survey                 |
| 737126 | 2016 AO141               | 22 aprile 2012    | Spacewatch                          |
| 737127 | 2016 AB142               | 7 gennaio 2016    | Pan-STARRS                          |
| 737128 | 2016 AG142               | 16 luglio 2013    | Pan-STARRS                          |
| 737129 | 2016 AZ142               | 18 novembre 2009  | Spacewatch                          |
| 737130 | 2016 AJ146               | 30 ottobre 2014   | Mount Lemmon Survey                 |
| 737131 | 2016 AL148               | 8 novembre 2009   | Spacewatch                          |
| 737132 | 2016 AL149               | 28 maggio 2012    | Mount Lemmon Survey                 |
| 737133 | 2016 AD155               | 20 novembre 2003  | Spacewatch                          |
| 737134 | 2016 AB158               | 8 agosto 2012     | Pan-STARRS                          |
| 737135 | 2016 AX159               | 25 novembre 2009  | Mount Lemmon Survey                 |
| 737136 | 2016 AO161               | 18 ottobre 2003   | SDSS Collaboration                  |
| 737137 | 2016 AD162               | 2 ottobre 2009    | Mount Lemmon Survey                 |
| 737138 | 2016 AJ162               | 30 aprile 2008    | CSS                                 |
| 737139 | 2016 AT166               | 21 marzo 2010     | WISE                                |
| 737140 | 2016 AY167               | 21 febbraio 2012  | Spacewatch                          |
| 737141 | 2016 AB170               | 5 febbraio 2011   | Pan-STARRS                          |
| 737142 | 2016 AD170               | 6 gennaio 2010    | Spacewatch                          |
| 737143 | 2016 AO170               | 9 settembre 2008  | Mount Lemmon Survey                 |
| 737144 | 2016 AU170               | 16 novembre 2009  | Spacewatch                          |
| 737145 | 2016 AY170               | 3 dicembre 2008   | Mount Lemmon Survey                 |
| 737146 | 2016 AD171               | 12 ottobre 2009   | Mount Lemmon Survey                 |
| 737147 | 2016 AD173               | 18 marzo 2010     | WISE                                |
| 737148 | 2016 AF173               | 29 giugno 2014    | Mount Lemmon Survey                 |
| 737149 | 2016 AL174               | 9 dicembre 2015   | Pan-STARRS                          |
| 737150 | 2016 AU176               | 28 settembre 2008 | Mount Lemmon Survey                 |
| 737151 | 2016 AF177               | 20 novembre 2014  | Mount Lemmon Survey                 |
| 737152 | 2016 AU179               | 19 aprile 2010    | WISE                                |
| 737153 | 2016 AL180               | 15 gennaio 2010   | CSS                                 |
| 737154 | 2016 AX182               | 6 gennaio 2010    | Mount Lemmon Survey                 |
| 737155 | 2016 AQ183               | 17 novembre 2014  | Pan-STARRS                          |
| 737156 | 2016 AG184               | 11 gennaio 2016   | Pan-STARRS                          |
| 737157 | 2016 AX184               | 28 ottobre 2006   | CSS                                 |
| 737158 | 2016 AJ188               | 9 dicembre 2015   | Pan-STARRS                          |
| 737159 | 2016 AG190               | 24 ottobre 2003   | Spacewatch                          |
| 737160 | 2016 AD191               | 21 settembre 2001 | SDSS Collaboration                  |
| 737161 | 2016 AR191               | 5 ottobre 2002    | SDSS Collaboration                  |
| 737162 | 2016 AG192               | 2 gennaio 2016    | Pan-STARRS                          |
| 737163 | 2016 AT200               | 2 novembre 2010   | Mount Lemmon Survey                 |
| 737164 | 2016 AW203               | 1 aprile 2005     | LONEOS                              |
| 737165 | 2016 AO206               | 23 gennaio 2010   | WISE                                |
| 737166 | 2016 AU206               | 7 gennaio 2016    | Pan-STARRS                          |
| 737167 | 2016 AS209               | 8 gennaio 2016    | Pan-STARRS                          |
| 737168 | 2016 AA210               | 8 gennaio 2016    | Pan-STARRS                          |
| 737169 | 2016 AD210               | 8 gennaio 2016    | Pan-STARRS                          |
| 737170 | 2016 AD216               | 26 settembre 2008 | Spacewatch                          |
| 737171 | 2016 AE216               | 19 settembre 2003 | NEAT                                |
| 737172 | 2016 AA217               | 4 gennaio 2016    | Pan-STARRS                          |
| 737173 | 2016 AB217               | 28 marzo 2010     | WISE                                |
| 737174 | 2016 AS217               | 4 marzo 2005      | Mount Lemmon Survey                 |
| 737175 | 2016 AV217               | 10 marzo 2011     | Spacewatch                          |
| 737176 | 2016 AW217               | 10 ottobre 2002   | SDSS Collaboration                  |
| 737177 | 2016 AQ218               | 5 luglio 2014     | Pan-STARRS                          |
| 737178 | 2016 AM219               | 27 settembre 2003 | Spacewatch                          |
| 737179 | 2016 AO219               | 2 maggio 2006     | Mount Lemmon Survey                 |
| 737180 | 2016 AP219               | 16 gennaio 2011   | Mount Lemmon Survey                 |
| 737181 | 2016 AS219               | 2 maggio 2006     | Mount Lemmon Survey                 |
| 737182 | 2016 AH220               | 16 settembre 2006 | CSS                                 |
| 737183 | 2016 AN221               | 31 dicembre 2015  | Mount Lemmon Survey                 |
| 737184 | 2016 AN223               | 4 gennaio 2016    | Pan-STARRS                          |
| 737185 | 2016 AW223               | 22 aprile 2012    | Spacewatch                          |
| 737186 | 2016 AL224               | 10 maggio 2007    | Mount Lemmon Survey                 |
| 737187 | 2016 AU224               | 1 aprile 2011     | Mount Lemmon Survey                 |
| 737188 | 2016 AW224               | 30 luglio 2014    | Pan-STARRS                          |
| 737189 | 2016 AX225               | 14 agosto 2001    | AMOS                                |
| 737190 | 2016 AK226               | 18 dicembre 2009  | Mount Lemmon Survey                 |
| 737191 | 2016 AM226               | 10 gennaio 2008   | Mount Lemmon Survey                 |
| 737192 | 2016 AU226               | 17 ottobre 2006   | CSS                                 |
| 737193 | 2016 AE228               | 28 ottobre 2014   | Pan-STARRS                          |
| 737194 | 2016 AH228               | 15 agosto 2013    | Pan-STARRS                          |
| 737195 | 2016 AP229               | 9 gennaio 2016    | Pan-STARRS                          |
| 737196 | 2016 AR229               | 17 novembre 2014  | Pan-STARRS                          |
| 737197 | 2016 AS229               | 9 novembre 2008   | Mount Lemmon Survey                 |
| 737198 | 2016 AW229               | 12 gennaio 2016   | Pan-STARRS                          |
| 737199 | 2016 AZ229               | 14 gennaio 2016   | Pan-STARRS                          |
| 737200 | 2016 AB230               | 14 gennaio 2016   | Pan-STARRS                          |

## 737201–737300
| Nome   | Designazione provvisoria | Data di scoperta  | Scopritore                |
| ------ | ------------------------ | ----------------- | ------------------------- |
| 737201 | 2016 AC230               | 20 novembre 2014  | Pan-STARRS                |
| 737202 | 2016 AE230               | 7 ottobre 2008    | Mount Lemmon Survey       |
| 737203 | 2016 AG230               | 14 gennaio 2016   | Pan-STARRS                |
| 737204 | 2016 AJ230               | 29 settembre 2008 | Mount Lemmon Survey       |
| 737205 | 2016 AV232               | 14 gennaio 2016   | Pan-STARRS                |
| 737206 | 2016 AE233               | 28 ottobre 2014   | Pan-STARRS                |
| 737207 | 2016 AF233               | 30 aprile 2012    | Spacewatch                |
| 737208 | 2016 AO233               | 27 ottobre 2009   | Mount Lemmon Survey       |
| 737209 | 2016 AS233               | 11 dicembre 2009  | Mount Lemmon Survey       |
| 737210 | 2016 AZ233               | 10 dicembre 2010  | Mount Lemmon Survey       |
| 737211 | 2016 AL234               | 7 gennaio 2016    | Pan-STARRS                |
| 737212 | 2016 AQ234               | 21 maggio 2012    | Mount Lemmon Survey       |
| 737213 | 2016 AA235               | 15 giugno 2012    | Pan-STARRS                |
| 737214 | 2016 AB235               | 11 febbraio 2000  | Spacewatch                |
| 737215 | 2016 AP235               | 1 gennaio 2016    | Pan-STARRS                |
| 737216 | 2016 AQ235               | 7 marzo 2010      | WISE                      |
| 737217 | 2016 AP236               | 30 ottobre 2014   | Mount Lemmon Survey       |
| 737218 | 2016 AZ236               | 7 febbraio 2011   | Mount Lemmon Survey       |
| 737219 | 2016 AP237               | 15 maggio 2012    | Pan-STARRS                |
| 737220 | 2016 AT238               | 1 gennaio 2016    | Pan-STARRS                |
| 737221 | 2016 AG239               | 25 gennaio 2007   | Spacewatch                |
| 737222 | 2016 AO240               | 12 febbraio 2011  | Mount Lemmon Survey       |
| 737223 | 2016 AZ241               | 30 gennaio 2011   | Spacewatch                |
| 737224 | 2016 AE242               | 3 gennaio 2016    | Pan-STARRS                |
| 737225 | 2016 AF242               | 4 agosto 2013     | Pan-STARRS                |
| 737226 | 2016 AX242               | 3 gennaio 2016    | Pan-STARRS                |
| 737227 | 2016 AZ242               | 14 marzo 2012     | Mount Lemmon Survey       |
| 737228 | 2016 AT243               | 28 gennaio 2011   | Spacewatch                |
| 737229 | 2016 AZ245               | 9 dicembre 2010   | Mount Lemmon Survey       |
| 737230 | 2016 AM246               | 26 febbraio 2011  | Mount Lemmon Survey       |
| 737231 | 2016 AX247               | 28 aprile 2012    | Mount Lemmon Survey       |
| 737232 | 2016 AF248               | 4 gennaio 2016    | Pan-STARRS                |
| 737233 | 2016 AL248               | 28 gennaio 2011   | Spacewatch                |
| 737234 | 2016 AZ249               | 15 aprile 2012    | Pan-STARRS                |
| 737235 | 2016 AC250               | 18 settembre 2009 | Spacewatch                |
| 737236 | 2016 AH251               | 23 ottobre 2009   | Spacewatch                |
| 737237 | 2016 AW252               | 23 novembre 2014  | Mount Lemmon Survey       |
| 737238 | 2016 AQ254               | 18 dicembre 2015  | Mount Lemmon Survey       |
| 737239 | 2016 AU254               | 21 febbraio 2012  | Spacewatch                |
| 737240 | 2016 AF255               | 3 gennaio 2011    | Mount Lemmon Survey       |
| 737241 | 2016 AW255               | 17 gennaio 2005   | Spacewatch                |
| 737242 | 2016 AA257               | 7 gennaio 2016    | Pan-STARRS                |
| 737243 | 2016 AM257               | 7 gennaio 2016    | Pan-STARRS                |
| 737244 | 2016 AV257               | 21 novembre 2014  | Pan-STARRS                |
| 737245 | 2016 AR259               | 21 giugno 2010    | Mount Lemmon Survey       |
| 737246 | 2016 AJ261               | 2 aprile 2011     | Spacewatch                |
| 737247 | 2016 AW261               | 8 gennaio 2016    | Pan-STARRS                |
| 737248 | 2016 AZ261               | 26 novembre 2014  | Pan-STARRS                |
| 737249 | 2016 AG262               | 1 settembre 2013  | Mount Lemmon Survey       |
| 737250 | 2016 AF263               | 8 gennaio 2016    | Pan-STARRS                |
| 737251 | 2016 AM264               | 29 gennaio 2011   | Spacewatch                |
| 737252 | 2016 AW264               | 16 gennaio 2005   | Osservatorio di Mauna Kea |
| 737253 | 2016 AE266               | 27 agosto 2013    | F. Hormuth                |
| 737254 | 2016 AC267               | 22 novembre 2014  | Mount Lemmon Survey       |
| 737255 | 2016 AZ267               | 11 marzo 2011     | Mount Lemmon Survey       |
| 737256 | 2016 AJ268               | 12 gennaio 2016   | Spacewatch                |
| 737257 | 2016 AK268               | 12 gennaio 2016   | Pan-STARRS                |
| 737258 | 2016 AY268               | 2 settembre 2014  | Pan-STARRS                |
| 737259 | 2016 AZ270               | 30 ottobre 2014   | Pan-STARRS                |
| 737260 | 2016 AE272               | 14 marzo 2011     | Spacewatch                |
| 737261 | 2016 AU274               | 15 agosto 2013    | Pan-STARRS                |
| 737262 | 2016 AA275               | 14 gennaio 2016   | Pan-STARRS                |
| 737263 | 2016 AP275               | 1 settembre 2013  | Mount Lemmon Survey       |
| 737264 | 2016 AG276               | 14 gennaio 2016   | Pan-STARRS                |
| 737265 | 2016 AN276               | 14 gennaio 2016   | Pan-STARRS                |
| 737266 | 2016 AL278               | 13 gennaio 2011   | Spacewatch                |
| 737267 | 2016 AM278               | 9 novembre 2008   | Mount Lemmon Survey       |
| 737268 | 2016 AA298               | 12 gennaio 2016   | Pan-STARRS                |
| 737269 | 2016 AZ301               | 11 gennaio 2016   | Pan-STARRS                |
| 737270 | 2016 AM304               | 5 gennaio 2016    | Pan-STARRS                |
| 737271 | 2016 AS305               | 11 gennaio 2016   | Pan-STARRS                |
| 737272 | 2016 AT305               | 5 gennaio 2016    | Pan-STARRS                |
| 737273 | 2016 AX305               | 4 gennaio 2016    | Pan-STARRS                |
| 737274 | 2016 AE306               | 3 gennaio 2016    | Pan-STARRS                |
| 737275 | 2016 AC311               | 11 gennaio 2016   | Pan-STARRS                |
| 737276 | 2016 AK321               | 13 gennaio 2016   | Pan-STARRS                |
| 737277 | 2016 AO329               | 12 novembre 2001  | SDSS Collaboration        |
| 737278 | 2016 AF331               | 2 gennaio 2016    | Pan-STARRS                |
| 737279 | 2016 AB336               | 3 gennaio 2016    | Pan-STARRS                |
| 737280 | 2016 AM343               | 9 gennaio 2016    | Pan-STARRS                |
| 737281 | 2016 AP343               | 14 gennaio 2016   | Pan-STARRS                |
| 737282 | 2016 AW344               | 10 agosto 2005    | Cerro Tololo Obs.         |
| 737283 | 2016 AZ349               | 4 gennaio 2016    | Pan-STARRS                |
| 737284 | 2016 AC350               | 8 gennaio 2016    | Pan-STARRS                |
| 737285 | 2016 AJ350               | 4 gennaio 2016    | Pan-STARRS                |
| 737286 | 2016 AE360               | 3 gennaio 2016    | Pan-STARRS                |
| 737287 | 2016 AA361               | 14 gennaio 2016   | Pan-STARRS                |
| 737288 | 2016 AP364               | 30 settembre 2014 | Mount Lemmon Survey       |
| 737289 | 2016 AU368               | 7 gennaio 2016    | Pan-STARRS                |
| 737290 | 2016 AR370               | 9 gennaio 2016    | Pan-STARRS                |
| 737291 | 2016 AG371               | 9 gennaio 2016    | Pan-STARRS                |
| 737292 | 2016 AT372               | 7 gennaio 2016    | ESA OGS                   |
| 737293 | 2016 AN380               | 2 gennaio 2016    | Mount Lemmon Survey       |
| 737294 | 2016 AK384               | 14 gennaio 2016   | Pan-STARRS                |
| 737295 | 2016 BD                  | 19 marzo 2007     | Mount Lemmon Survey       |
| 737296 | 2016 BN3                 | 2 gennaio 2016    | Mount Lemmon Survey       |
| 737297 | 2016 BU3                 | 14 dicembre 2004  | Spacewatch                |
| 737298 | 2016 BY4                 | 16 dicembre 2015  | Mount Lemmon Survey       |
| 737299 | 2016 BF6                 | 21 settembre 2001 | LONEOS                    |
| 737300 | 2016 BJ9                 | 6 gennaio 2010    | Spacewatch                |

## 737301–737400
| Nome   | Designazione provvisoria | Data di scoperta  | Scopritore                |
| ------ | ------------------------ | ----------------- | ------------------------- |
| 737301 | 2016 BU9                 | 12 marzo 2010     | Mount Lemmon Survey       |
| 737302 | 2016 BF12                | 26 settembre 2003 | SDSS Collaboration        |
| 737303 | 2016 BK23                | 18 dicembre 2009  | Spacewatch                |
| 737304 | 2016 BV23                | 1 ottobre 2008    | Mount Lemmon Survey       |
| 737305 | 2016 BB24                | 18 ottobre 2009   | Mount Lemmon Survey       |
| 737306 | 2016 BD25                | 14 luglio 2013    | Pan-STARRS                |
| 737307 | 2016 BF25                | 25 luglio 2014    | Pan-STARRS                |
| 737308 | 2016 BG28                | 26 settembre 2003 | SDSS Collaboration        |
| 737309 | 2016 BH28                | 1 gennaio 2016    | Pan-STARRS                |
| 737310 | 2016 BW28                | 18 settembre 2014 | Pan-STARRS                |
| 737311 | 2016 BX28                | 7 gennaio 2016    | Pan-STARRS                |
| 737312 | 2016 BO30                | 21 settembre 2008 | Spacewatch                |
| 737313 | 2016 BB31                | 29 gennaio 2016   | Mount Lemmon Survey       |
| 737314 | 2016 BX32                | 9 febbraio 2005   | Mount Lemmon Survey       |
| 737315 | 2016 BT35                | 17 settembre 2006 | Spacewatch                |
| 737316 | 2016 BC36                | 13 marzo 2012     | Mount Lemmon Survey       |
| 737317 | 2016 BN37                | 19 aprile 2006    | CSS                       |
| 737318 | 2016 BQ38                | 24 febbraio 2009  | Mount Lemmon Survey       |
| 737319 | 2016 BG39                | 20 dicembre 2004  | Mount Lemmon Survey       |
| 737320 | 2016 BB40                | 1 ottobre 2014    | Pan-STARRS                |
| 737321 | 2016 BU42                | 29 gennaio 2016   | Mount Lemmon Survey       |
| 737322 | 2016 BQ45                | 5 settembre 2007  | CSS                       |
| 737323 | 2016 BT45                | 16 gennaio 2005   | Spacewatch                |
| 737324 | 2016 BL46                | 20 settembre 2014 | Pan-STARRS                |
| 737325 | 2016 BC47                | 8 gennaio 2016    | Pan-STARRS                |
| 737326 | 2016 BV48                | 9 maggio 2006     | Mount Lemmon Survey       |
| 737327 | 2016 BO49                | 18 dicembre 2015  | Mount Lemmon Survey       |
| 737328 | 2016 BB50                | 10 febbraio 2011  | Mount Lemmon Survey       |
| 737329 | 2016 BR55                | 30 gennaio 2016   | Mount Lemmon Survey       |
| 737330 | 2016 BN58                | 3 marzo 2009      | Spacewatch                |
| 737331 | 2016 BK62                | 9 novembre 2009   | Spacewatch                |
| 737332 | 2016 BC65                | 22 novembre 2014  | Mount Lemmon Survey       |
| 737333 | 2016 BR66                | 1 marzo 2011      | Mount Lemmon Survey       |
| 737334 | 2016 BJ67                | 7 settembre 2000  | Spacewatch                |
| 737335 | 2016 BD68                | 24 marzo 2006     | Spacewatch                |
| 737336 | 2016 BO68                | 7 gennaio 2016    | Pan-STARRS                |
| 737337 | 2016 BQ68                | 8 febbraio 2010   | WISE                      |
| 737338 | 2016 BF70                | 23 settembre 2008 | Mount Lemmon Survey       |
| 737339 | 2016 BQ70                | 5 marzo 2011      | Mount Lemmon Survey       |
| 737340 | 2016 BH71                | 8 gennaio 2016    | Pan-STARRS                |
| 737341 | 2016 BL71                | 20 novembre 2014  | Mount Lemmon Survey       |
| 737342 | 2016 BO71                | 20 settembre 2008 | Mount Lemmon Survey       |
| 737343 | 2016 BU73                | 25 maggio 2006    | Osservatorio di Mauna Kea |
| 737344 | 2016 BW74                | 31 gennaio 2003   | LONEOS                    |
| 737345 | 2016 BK75                | 31 gennaio 2016   | Pan-STARRS                |
| 737346 | 2016 BT75                | 7 gennaio 2016    | Pan-STARRS                |
| 737347 | 2016 BD76                | 25 febbraio 2011  | Mount Lemmon Survey       |
| 737348 | 2016 BY77                | 26 ottobre 2014   | Mount Lemmon Survey       |
| 737349 | 2016 BD78                | 24 marzo 2006     | Spacewatch                |
| 737350 | 2016 BL79                | 18 novembre 2009  | Mount Lemmon Survey       |
| 737351 | 2016 BL80                | 8 dicembre 2014   | Pan-STARRS                |
| 737352 | 2016 BQ80                | 8 ottobre 2002    | LONEOS                    |
| 737353 | 2016 BM84                | 13 dicembre 2009  | Mount Lemmon Survey       |
| 737354 | 2016 BT87                | 24 novembre 2003  | LONEOS                    |
| 737355 | 2016 BX87                | 9 febbraio 2005   | Mount Lemmon Survey       |
| 737356 | 2016 BY87                | 17 gennaio 2016   | Pan-STARRS                |
| 737357 | 2016 BF88                | 30 settembre 2003 | SDSS Collaboration        |
| 737358 | 2016 BP88                | 10 gennaio 2011   | Mount Lemmon Survey       |
| 737359 | 2016 BW88                | 16 novembre 2009  | Mount Lemmon Survey       |
| 737360 | 2016 BG90                | 17 aprile 2010    | WISE                      |
| 737361 | 2016 BH90                | 16 maggio 2010    | WISE                      |
| 737362 | 2016 BB91                | 16 novembre 1998  | Spacewatch                |
| 737363 | 2016 BC91                | 21 luglio 2010    | WISE                      |
| 737364 | 2016 BE94                | 4 novembre 2014   | Mount Lemmon Survey       |
| 737365 | 2016 BT94                | 9 ottobre 2008    | Mount Lemmon Survey       |
| 737366 | 2016 BY94                | 9 dicembre 2014   | Pan-STARRS                |
| 737367 | 2016 BL95                | 25 agosto 2014    | Pan-STARRS                |
| 737368 | 2016 BJ96                | 1 gennaio 2016    | Mount Lemmon Survey       |
| 737369 | 2016 BM96                | 19 settembre 2014 | Pan-STARRS                |
| 737370 | 2016 BN97                | 13 marzo 2007     | Spacewatch                |
| 737371 | 2016 BB100               | 26 novembre 2014  | Pan-STARRS                |
| 737372 | 2016 BH100               | 21 novembre 2014  | Pan-STARRS                |
| 737373 | 2016 BE101               | 16 gennaio 2015   | Pan-STARRS                |
| 737374 | 2016 BH101               | 24 settembre 2013 | CSS                       |
| 737375 | 2016 BM102               | 21 novembre 2008  | Spacewatch                |
| 737376 | 2016 BS103               | 30 gennaio 2016   | Mount Lemmon Survey       |
| 737377 | 2016 BT103               | 12 gennaio 2011   | Mount Lemmon Survey       |
| 737378 | 2016 BU103               | 30 gennaio 2016   | Mount Lemmon Survey       |
| 737379 | 2016 BB104               | 27 novembre 2014  | Mount Lemmon Survey       |
| 737380 | 2016 BH104               | 10 novembre 2009  | Spacewatch                |
| 737381 | 2016 BU104               | 6 marzo 2011      | Mount Lemmon Survey       |
| 737382 | 2016 BM116               | 17 gennaio 2016   | Pan-STARRS                |
| 737383 | 2016 BH122               | 5 marzo 1998      | Spacewatch                |
| 737384 | 2016 BM124               | 30 gennaio 2016   | Mount Lemmon Survey       |
| 737385 | 2016 BQ131               | 18 ottobre 2011   | Spacewatch                |
| 737386 | 2016 BP135               | 18 gennaio 2016   | Pan-STARRS                |
| 737387 | 2016 CO                  | 15 gennaio 2016   | Pan-STARRS                |
| 737388 | 2016 CD1                 | 16 agosto 2013    | Pan-STARRS                |
| 737389 | 2016 CQ1                 | 27 ottobre 2009   | Mount Lemmon Survey       |
| 737390 | 2016 CT1                 | 17 gennaio 2005   | Spacewatch                |
| 737391 | 2016 CW2                 | 1 febbraio 2016   | Pan-STARRS                |
| 737392 | 2016 CO8                 | 17 maggio 2007    | Spacewatch                |
| 737393 | 2016 CE9                 | 20 dicembre 2014  | Pan-STARRS                |
| 737394 | 2016 CU9                 | 27 febbraio 2012  | Pan-STARRS                |
| 737395 | 2016 CG10                | 12 agosto 2013    | Pan-STARRS                |
| 737396 | 2016 CK10                | 24 febbraio 2006  | Spacewatch                |
| 737397 | 2016 CQ10                | 7 gennaio 2006    | Spacewatch                |
| 737398 | 2016 CG11                | 4 febbraio 2000   | Spacewatch                |
| 737399 | 2016 CR11                | 11 aprile 2010    | WISE                      |
| 737400 | 2016 CX11                | 28 ottobre 2014   | Pan-STARRS                |

## 737401–737500
| Nome   | Designazione provvisoria | Data di scoperta  | Scopritore                          |
| ------ | ------------------------ | ----------------- | ----------------------------------- |
| 737401 | 2016 CP13                | 2 settembre 2008  | Osservatorio astronomico di Maiorca |
| 737402 | 2016 CZ13                | 4 febbraio 2005   | Spacewatch                          |
| 737403 | 2016 CD15                | 6 marzo 2011      | Mount Lemmon Survey                 |
| 737404 | 2016 CE15                | 27 febbraio 2006  | Mount Lemmon Survey                 |
| 737405 | 2016 CN15                | 28 settembre 2008 | CSS                                 |
| 737406 | 2016 CP17                | 27 marzo 2011     | Mount Lemmon Survey                 |
| 737407 | 2016 CU20                | 8 marzo 2013      | Pan-STARRS                          |
| 737408 | 2016 CJ21                | 15 gennaio 2016   | Pan-STARRS                          |
| 737409 | 2016 CK23                | 27 dicembre 2011  | Mount Lemmon Survey                 |
| 737410 | 2016 CN24                | 2 marzo 2006      | Mount Lemmon Survey                 |
| 737411 | 2016 CV24                | 16 gennaio 2016   | Pan-STARRS                          |
| 737412 | 2016 CP28                | 10 ottobre 2002   | SDSS Collaboration                  |
| 737413 | 2016 CZ28                | 26 marzo 2003     | NEAT                                |
| 737414 | 2016 CU31                | 18 ottobre 2012   | Pan-STARRS                          |
| 737415 | 2016 CM33                | 3 gennaio 2016    | Pan-STARRS                          |
| 737416 | 2016 CZ35                | 22 novembre 2014  | Pan-STARRS                          |
| 737417 | 2016 CH38                | 30 maggio 2006    | Mount Lemmon Survey                 |
| 737418 | 2016 CP38                | 19 febbraio 2010  | Mount Lemmon Survey                 |
| 737419 | 2016 CU38                | 22 novembre 2014  | Pan-STARRS                          |
| 737420 | 2016 CW38                | 6 marzo 2011      | Spacewatch                          |
| 737421 | 2016 CJ40                | 4 marzo 2005      | Mount Lemmon Survey                 |
| 737422 | 2016 CL44                | 5 ottobre 2002    | SDSS Collaboration                  |
| 737423 | 2016 CP44                | 10 gennaio 2010   | H. Mikuž                            |
| 737424 | 2016 CB45                | 3 settembre 2002  | NEAT                                |
| 737425 | 2016 CL46                | 19 gennaio 1994   | Spacewatch                          |
| 737426 | 2016 CB48                | 7 gennaio 2016    | Pan-STARRS                          |
| 737427 | 2016 CA49                | 26 marzo 2008     | Mount Lemmon Survey                 |
| 737428 | 2016 CJ54                | 13 gennaio 2011   | Mount Lemmon Survey                 |
| 737429 | 2016 CP54                | 23 maggio 2006    | Spacewatch                          |
| 737430 | 2016 CH58                | 21 novembre 2014  | Pan-STARRS                          |
| 737431 | 2016 CE59                | 13 marzo 2011     | Mount Lemmon Survey                 |
| 737432 | 2016 CF59                | 18 aprile 2010    | WISE                                |
| 737433 | 2016 CX60                | 17 novembre 2014  | Pan-STARRS                          |
| 737434 | 2016 CJ61                | 10 aprile 2010    | WISE                                |
| 737435 | 2016 CM61                | 6 settembre 2008  | Mount Lemmon Survey                 |
| 737436 | 2016 CH64                | 15 aprile 2010    | WISE                                |
| 737437 | 2016 CF65                | 21 novembre 2009  | Mount Lemmon Survey                 |
| 737438 | 2016 CV65                | 15 aprile 2010    | WISE                                |
| 737439 | 2016 CF66                | 27 ottobre 2003   | Spacewatch                          |
| 737440 | 2016 CJ66                | 22 ottobre 2014   | Spacewatch                          |
| 737441 | 2016 CL66                | 3 febbraio 2016   | Pan-STARRS                          |
| 737442 | 2016 CO66                | 16 luglio 2010    | WISE                                |
| 737443 | 2016 CN69                | 1 maggio 2006     | Spacewatch                          |
| 737444 | 2016 CJ70                | 12 febbraio 2000  | SDSS Collaboration                  |
| 737445 | 2016 CD71                | 15 ottobre 2007   | Mount Lemmon Survey                 |
| 737446 | 2016 CW71                | 10 novembre 2009  | Spacewatch                          |
| 737447 | 2016 CV73                | 18 dicembre 2015  | Pan-STARRS                          |
| 737448 | 2016 CY73                | 5 maggio 2006     | SSS                                 |
| 737449 | 2016 CR80                | 5 febbraio 2016   | Pan-STARRS                          |
| 737450 | 2016 CC82                | 20 ottobre 2008   | Mount Lemmon Survey                 |
| 737451 | 2016 CJ82                | 4 aprile 2011     | Mount Lemmon Survey                 |
| 737452 | 2016 CL83                | 8 gennaio 2016    | Pan-STARRS                          |
| 737453 | 2016 CL85                | 9 settembre 2013  | Pan-STARRS                          |
| 737454 | 2016 CA86                | 14 agosto 2013    | Pan-STARRS                          |
| 737455 | 2016 CW86                | 10 dicembre 2009  | Mount Lemmon Survey                 |
| 737456 | 2016 CA89                | 22 novembre 2014  | Pan-STARRS                          |
| 737457 | 2016 CR89                | 23 dicembre 2014  | Mount Lemmon Survey                 |
| 737458 | 2016 CJ91                | 12 aprile 2010    | WISE                                |
| 737459 | 2016 CN93                | 5 febbraio 2016   | Pan-STARRS                          |
| 737460 | 2016 CT97                | 20 novembre 2003  | Spacewatch                          |
| 737461 | 2016 CZ97                | 9 marzo 2005      | Osservatorio Jarnac                 |
| 737462 | 2016 CS98                | 3 marzo 2005      | Spacewatch                          |
| 737463 | 2016 CD100               | 1 aprile 2010     | WISE                                |
| 737464 | 2016 CX101               | 25 febbraio 2010  | WISE                                |
| 737465 | 2016 CA104               | 20 aprile 2012    | Mount Lemmon Survey                 |
| 737466 | 2016 CF105               | 15 luglio 2013    | Pan-STARRS                          |
| 737467 | 2016 CH107               | 3 novembre 2008   | Mount Lemmon Survey                 |
| 737468 | 2016 CF108               | 1 aprile 2011     | Mount Lemmon Survey                 |
| 737469 | 2016 CK108               | 29 settembre 2009 | Mount Lemmon Survey                 |
| 737470 | 2016 CM109               | 5 febbraio 2016   | Pan-STARRS                          |
| 737471 | 2016 CR109               | 5 febbraio 2016   | Pan-STARRS                          |
| 737472 | 2016 CR112               | 8 gennaio 2010    | CSS                                 |
| 737473 | 2016 CC113               | 29 settembre 2008 | Mount Lemmon Survey                 |
| 737474 | 2016 CM113               | 25 ottobre 2014   | Mount Lemmon Survey                 |
| 737475 | 2016 CN115               | 13 aprile 2010    | WISE                                |
| 737476 | 2016 CA116               | 13 maggio 2007    | SSS                                 |
| 737477 | 2016 CQ116               | 4 gennaio 2016    | Pan-STARRS                          |
| 737478 | 2016 CG117               | 22 settembre 2006 | LONEOS                              |
| 737479 | 2016 CH118               | 12 agosto 2013    | Pan-STARRS                          |
| 737480 | 2016 CU119               | 4 gennaio 2016    | Pan-STARRS                          |
| 737481 | 2016 CP120               | 16 dicembre 2004  | Spacewatch                          |
| 737482 | 2016 CL123               | 21 ottobre 2003   | Spacewatch                          |
| 737483 | 2016 CL125               | 21 marzo 2010     | WISE                                |
| 737484 | 2016 CU125               | 13 luglio 2013    | Pan-STARRS                          |
| 737485 | 2016 CV126               | 4 ottobre 2013    | Mount Lemmon Survey                 |
| 737486 | 2016 CY128               | 19 settembre 2003 | Spacewatch                          |
| 737487 | 2016 CS129               | 1 agosto 2010     | WISE                                |
| 737488 | 2016 CV129               | 29 agosto 2014    | Pan-STARRS                          |
| 737489 | 2016 CS138               | 26 agosto 2002    | NEAT                                |
| 737490 | 2016 CT138               | 4 aprile 2010     | WISE                                |
| 737491 | 2016 CZ139               | 14 marzo 2011     | Spacewatch                          |
| 737492 | 2016 CR140               | 6 febbraio 2016   | Pan-STARRS                          |
| 737493 | 2016 CV141               | 11 dicembre 2014  | Mount Lemmon Survey                 |
| 737494 | 2016 CU142               | 29 novembre 2014  | Mount Lemmon Survey                 |
| 737495 | 2016 CX142               | 16 aprile 2010    | WISE                                |
| 737496 | 2016 CT143               | 13 febbraio 2010  | Mount Lemmon Survey                 |
| 737497 | 2016 CA144               | 16 dicembre 1998  | Spacewatch                          |
| 737498 | 2016 CZ146               | 15 gennaio 2016   | Pan-STARRS                          |
| 737499 | 2016 CM147               | 10 aprile 2013    | Pan-STARRS                          |
| 737500 | 2016 CD150               | 6 febbraio 2007   | Mount Lemmon Survey                 |

## 737501–737600
| Nome   | Designazione provvisoria | Data di scoperta  | Scopritore          |
| ------ | ------------------------ | ----------------- | ------------------- |
| 737501 | 2016 CH150               | 3 aprile 2011     | Pan-STARRS          |
| 737502 | 2016 CV150               | 1 giugno 2012     | Mount Lemmon Survey |
| 737503 | 2016 CL152               | 14 dicembre 2004  | CINEOS              |
| 737504 | 2016 CQ156               | 22 maggio 2006    | Spacewatch          |
| 737505 | 2016 CT156               | 9 ottobre 2008    | Mount Lemmon Survey |
| 737506 | 2016 CZ156               | 14 aprile 2010    | Mount Lemmon Survey |
| 737507 | 2016 CG157               | 17 dicembre 2015  | Mount Lemmon Survey |
| 737508 | 2016 CM161               | 22 ottobre 2009   | Mount Lemmon Survey |
| 737509 | 2016 CU162               | 26 febbraio 2011  | Mount Lemmon Survey |
| 737510 | 2016 CN167               | 18 settembre 2003 | Spacewatch          |
| 737511 | 2016 CM168               | 8 ottobre 2008    | Mount Lemmon Survey |
| 737512 | 2016 CQ168               | 25 febbraio 2011  | Mount Lemmon Survey |
| 737513 | 2016 CK170               | 15 settembre 2009 | Mount Lemmon Survey |
| 737514 | 2016 CC174               | 28 gennaio 2016   | Mount Lemmon Survey |
| 737515 | 2016 CP176               | 27 ottobre 2009   | Mount Lemmon Survey |
| 737516 | 2016 CL177               | 5 settembre 2008  | Spacewatch          |
| 737517 | 2016 CG181               | 28 ottobre 2014   | Spacewatch          |
| 737518 | 2016 CP181               | 30 aprile 2009    | SSS                 |
| 737519 | 2016 CJ184               | 11 maggio 2003    | Spacewatch          |
| 737520 | 2016 CU184               | 9 dicembre 2015   | Pan-STARRS          |
| 737521 | 2016 CH185               | 31 agosto 2013    | Pan-STARRS          |
| 737522 | 2016 CL185               | 29 gennaio 2016   | Pan-STARRS          |
| 737523 | 2016 CZ185               | 3 novembre 2008   | Spacewatch          |
| 737524 | 2016 CG186               | 12 ottobre 2007   | Mount Lemmon Survey |
| 737525 | 2016 CY186               | 13 dicembre 2015  | Pan-STARRS          |
| 737526 | 2016 CO188               | 8 marzo 2005      | Spacewatch          |
| 737527 | 2016 CY188               | 5 febbraio 2009   | Spacewatch          |
| 737528 | 2016 CK189               | 15 marzo 2005     | Mount Lemmon Survey |
| 737529 | 2016 CL190               | 13 gennaio 2008   | Spacewatch          |
| 737530 | 2016 CB191               | 30 gennaio 2011   | Spacewatch          |
| 737531 | 2016 CU192               | 27 settembre 2011 | Spacewatch          |
| 737532 | 2016 CW195               | 9 settembre 2008  | Mount Lemmon Survey |
| 737533 | 2016 CH198               | 30 ottobre 2014   | Mount Lemmon Survey |
| 737534 | 2016 CQ198               | 9 agosto 2013     | Pan-STARRS          |
| 737535 | 2016 CQ199               | 3 maggio 2006     | Mount Lemmon Survey |
| 737536 | 2016 CH204               | 27 febbraio 2000  | Spacewatch          |
| 737537 | 2016 CO204               | 4 settembre 2007  | Mount Lemmon Survey |
| 737538 | 2016 CG205               | 9 febbraio 2016   | Pan-STARRS          |
| 737539 | 2016 CM205               | 11 marzo 2011     | Spacewatch          |
| 737540 | 2016 CV205               | 3 ottobre 2014    | Mount Lemmon Survey |
| 737541 | 2016 CC207               | 9 febbraio 2005   | Mount Lemmon Survey |
| 737542 | 2016 CJ207               | 3 febbraio 2009   | Spacewatch          |
| 737543 | 2016 CP207               | 10 novembre 2009  | Spacewatch          |
| 737544 | 2016 CG208               | 9 febbraio 2016   | Pan-STARRS          |
| 737545 | 2016 CO208               | 27 novembre 2014  | Pan-STARRS          |
| 737546 | 2016 CQ208               | 9 febbraio 2016   | Pan-STARRS          |
| 737547 | 2016 CY209               | 9 marzo 2011      | Mount Lemmon Survey |
| 737548 | 2016 CL210               | 17 marzo 2010     | WISE                |
| 737549 | 2016 CK211               | 17 agosto 2012    | Pan-STARRS          |
| 737550 | 2016 CN211               | 9 febbraio 2016   | Pan-STARRS          |
| 737551 | 2016 CA212               | 20 ottobre 2007   | Mount Lemmon Survey |
| 737552 | 2016 CP212               | 4 marzo 2005      | Spacewatch          |
| 737553 | 2016 CS212               | 17 settembre 2006 | CSS                 |
| 737554 | 2016 CX215               | 8 ottobre 2008    | Mount Lemmon Survey |
| 737555 | 2016 CD216               | 6 settembre 2008  | Mount Lemmon Survey |
| 737556 | 2016 CN216               | 29 marzo 2011     | Mount Lemmon Survey |
| 737557 | 2016 CR216               | 29 marzo 2011     | Mount Lemmon Survey |
| 737558 | 2016 CS216               | 26 agosto 2013    | Pan-STARRS          |
| 737559 | 2016 CY217               | 27 agosto 2009    | Spacewatch          |
| 737560 | 2016 CR218               | 31 gennaio 2016   | Mount Lemmon Survey |
| 737561 | 2016 CD224               | 10 febbraio 2016  | Pan-STARRS          |
| 737562 | 2016 CU224               | 29 ottobre 2014   | Spacewatch          |
| 737563 | 2016 CG225               | 29 marzo 2011     | Mount Lemmon Survey |
| 737564 | 2016 CV226               | 24 novembre 2009  | Spacewatch          |
| 737565 | 2016 CH227               | 22 novembre 2014  | Pan-STARRS          |
| 737566 | 2016 CX227               | 26 febbraio 2010  | WISE                |
| 737567 | 2016 CV230               | 16 novembre 2003  | Spacewatch          |
| 737568 | 2016 CW230               | 5 marzo 2013      | Pan-STARRS          |
| 737569 | 2016 CS231               | 4 maggio 2006     | Spacewatch          |
| 737570 | 2016 CL232               | 30 marzo 2010     | WISE                |
| 737571 | 2016 CD234               | 8 marzo 2005      | Spacewatch          |
| 737572 | 2016 CH234               | 12 aprile 2011    | Mount Lemmon Survey |
| 737573 | 2016 CK234               | 9 luglio 2010     | WISE                |
| 737574 | 2016 CD235               | 15 ottobre 2003   | NEAT                |
| 737575 | 2016 CU235               | 23 ottobre 2003   | SDSS Collaboration  |
| 737576 | 2016 CW235               | 9 marzo 2011      | Mount Lemmon Survey |
| 737577 | 2016 CX238               | 10 aprile 2010    | WISE                |
| 737578 | 2016 CJ239               | 17 aprile 2010    | WISE                |
| 737579 | 2016 CT240               | 11 dicembre 2014  | Mount Lemmon Survey |
| 737580 | 2016 CF242               | 17 dicembre 2009  | Spacewatch          |
| 737581 | 2016 CP243               | 26 novembre 2014  | Pan-STARRS          |
| 737582 | 2016 CS245               | 2 aprile 2005     | Spacewatch          |
| 737583 | 2016 CC250               | 13 marzo 2011     | Mount Lemmon Survey |
| 737584 | 2016 CF250               | 15 gennaio 2016   | Pan-STARRS          |
| 737585 | 2016 CP253               | 29 gennaio 2016   | Spacewatch          |
| 737586 | 2016 CN254               | 26 settembre 2002 | NEAT                |
| 737587 | 2016 CF256               | 11 marzo 2002     | NEAT                |
| 737588 | 2016 CH256               | 14 settembre 2014 | Pan-STARRS          |
| 737589 | 2016 CC259               | 27 ottobre 2009   | Mount Lemmon Survey |
| 737590 | 2016 CV259               | 22 novembre 2002  | J. W. Young         |
| 737591 | 2016 CN260               | 9 settembre 2008  | Mount Lemmon Survey |
| 737592 | 2016 CE261               | 12 aprile 2010    | WISE                |
| 737593 | 2016 CG261               | 1 marzo 2004      | CSS                 |
| 737594 | 2016 CP261               | 21 giugno 2011    | Spacewatch          |
| 737595 | 2016 CT261               | 8 gennaio 2010    | Spacewatch          |
| 737596 | 2016 CV261               | 14 aprile 2005    | CSS                 |
| 737597 | 2016 CN262               | 26 dicembre 2009  | Spacewatch          |
| 737598 | 2016 CS263               | 14 febbraio 2005  | Spacewatch          |
| 737599 | 2016 CZ263               | 24 novembre 2014  | Mount Lemmon Survey |
| 737600 | 2016 CV264               | 4 aprile 2003     | Spacewatch          |

## 737601–737700
| Nome   | Designazione provvisoria | Data di scoperta  | Scopritore                    |
| ------ | ------------------------ | ----------------- | ----------------------------- |
| 737601 | 2016 CA272               | 5 febbraio 2016   | Pan-STARRS                    |
| 737602 | 2016 CK272               | 6 febbraio 2016   | Pan-STARRS                    |
| 737603 | 2016 CS272               | 9 marzo 2005      | Mount Lemmon Survey           |
| 737604 | 2016 CB273               | 9 febbraio 2016   | Mount Lemmon Survey           |
| 737605 | 2016 CR274               | 10 febbraio 2016  | Pan-STARRS                    |
| 737606 | 2016 CP275               | 10 febbraio 2016  | Pan-STARRS                    |
| 737607 | 2016 CG276               | 11 febbraio 2016  | Pan-STARRS                    |
| 737608 | 2016 CH278               | 4 febbraio 2016   | Pan-STARRS                    |
| 737609 | 2016 CO278               | 11 marzo 2005     | CSS                           |
| 737610 | 2016 CQ278               | 9 febbraio 2005   | Mount Lemmon Survey           |
| 737611 | 2016 CF279               | 9 agosto 2002     | M. W. Buie, S. D. Kern        |
| 737612 | 2016 CJ279               | 1 settembre 2013  | Pan-STARRS                    |
| 737613 | 2016 CG280               | 17 febbraio 2010  | Spacewatch                    |
| 737614 | 2016 CJ282               | 3 febbraio 2016   | Pan-STARRS                    |
| 737615 | 2016 CS282               | 5 ottobre 2002    | SDSS Collaboration            |
| 737616 | 2016 CA283               | 9 marzo 2005      | Mount Lemmon Survey           |
| 737617 | 2016 CD283               | 21 febbraio 2009  | Spacewatch                    |
| 737618 | 2016 CR283               | 15 ottobre 2013   | Mount Lemmon Survey           |
| 737619 | 2016 CS283               | 10 febbraio 2016  | Pan-STARRS                    |
| 737620 | 2016 CU283               | 1 novembre 2008   | Spacewatch                    |
| 737621 | 2016 CX283               | 8 maggio 1994     | Spacewatch                    |
| 737622 | 2016 CL284               | 6 novembre 2008   | Mount Lemmon Survey           |
| 737623 | 2016 CY284               | 5 febbraio 2016   | Pan-STARRS                    |
| 737624 | 2016 CP286               | 1 giugno 2006     | Mount Lemmon Survey           |
| 737625 | 2016 CQ286               | 24 aprile 2011    | Mount Lemmon Survey           |
| 737626 | 2016 CS286               | 3 febbraio 2016   | Pan-STARRS                    |
| 737627 | 2016 CD287               | 23 settembre 2008 | Mount Lemmon Survey           |
| 737628 | 2016 CY287               | 17 settembre 2013 | Mount Lemmon Survey           |
| 737629 | 2016 CA288               | 9 febbraio 2016   | Pan-STARRS                    |
| 737630 | 2016 CB288               | 9 settembre 2013  | Pan-STARRS                    |
| 737631 | 2016 CG288               | 1 settembre 2013  | Mount Lemmon Survey           |
| 737632 | 2016 CJ288               | 10 febbraio 2016  | Pan-STARRS                    |
| 737633 | 2016 CK288               | 9 ottobre 2008    | Mount Lemmon Survey           |
| 737634 | 2016 CT289               | 16 aprile 2012    | Pan-STARRS                    |
| 737635 | 2016 CX290               | 3 giugno 2011     | Mount Lemmon Survey           |
| 737636 | 2016 CP291               | 29 dicembre 2014  | Pan-STARRS                    |
| 737637 | 2016 CQ291               | 21 novembre 2014  | Mount Lemmon Survey           |
| 737638 | 2016 CR292               | 1 febbraio 2016   | Pan-STARRS                    |
| 737639 | 2016 CP293               | 21 novembre 2009  | Spacewatch                    |
| 737640 | 2016 CM294               | 23 dicembre 2014  | Mount Lemmon Survey           |
| 737641 | 2016 CT295               | 8 agosto 2013     | Spacewatch                    |
| 737642 | 2016 CO296               | 13 marzo 2011     | Spacewatch                    |
| 737643 | 2016 CJ297               | 5 febbraio 2011   | Mount Lemmon Survey           |
| 737644 | 2016 CN297               | 7 marzo 2011      | W. Bickel                     |
| 737645 | 2016 CM298               | 4 febbraio 2016   | Pan-STARRS                    |
| 737646 | 2016 CB299               | 11 marzo 2011     | Mount Lemmon Survey           |
| 737647 | 2016 CO299               | 6 marzo 2011      | Spacewatch                    |
| 737648 | 2016 CV299               | 12 novembre 2001  | SDSS Collaboration            |
| 737649 | 2016 CL301               | 2 marzo 2006      | Spacewatch                    |
| 737650 | 2016 CU301               | 10 settembre 2013 | Pan-STARRS                    |
| 737651 | 2016 CW301               | 16 febbraio 2010  | Mount Lemmon Survey           |
| 737652 | 2016 CD302               | 5 febbraio 2016   | Pan-STARRS                    |
| 737653 | 2016 CN302               | 29 marzo 2012     | Mount Lemmon Survey           |
| 737654 | 2016 CD305               | 12 maggio 2012    | Spacewatch                    |
| 737655 | 2016 CM305               | 6 febbraio 2016   | Pan-STARRS                    |
| 737656 | 2016 CE307               | 4 settembre 2008  | Spacewatch                    |
| 737657 | 2016 CJ307               | 15 agosto 2013    | Pan-STARRS                    |
| 737658 | 2016 CT307               | 8 febbraio 2016   | Mount Lemmon Survey           |
| 737659 | 2016 CO309               | 9 settembre 2013  | Pan-STARRS                    |
| 737660 | 2016 CB310               | 14 marzo 2011     | Mount Lemmon Survey           |
| 737661 | 2016 CS311               | 10 febbraio 2016  | Pan-STARRS                    |
| 737662 | 2016 CP313               | 10 novembre 2013  | Mount Lemmon Survey           |
| 737663 | 2016 CA314               | 16 marzo 2010     | Spacewatch                    |
| 737664 | 2016 CS315               | 10 agosto 2012    | Spacewatch                    |
| 737665 | 2016 CX316               | 12 novembre 2001  | SDSS Collaboration            |
| 737666 | 2016 CZ316               | 3 ottobre 2013    | Mount Lemmon Survey           |
| 737667 | 2016 CH317               | 2 aprile 2011     | Spacewatch                    |
| 737668 | 2016 CX317               | 17 novembre 2008  | Spacewatch                    |
| 737669 | 2016 CW319               | 13 febbraio 2015  | Pan-STARRS                    |
| 737670 | 2016 CF320               | 18 dicembre 2014  | Pan-STARRS                    |
| 737671 | 2016 CZ320               | 18 gennaio 2015   | Mount Lemmon Survey           |
| 737672 | 2016 CZ322               | 1 aprile 2003     | SDSS Collaboration            |
| 737673 | 2016 CC323               | 3 febbraio 2016   | Pan-STARRS                    |
| 737674 | 2016 CD325               | 5 febbraio 2016   | Pan-STARRS                    |
| 737675 | 2016 CH340               | 10 febbraio 2016  | Pan-STARRS                    |
| 737676 | 2016 CJ340               | 5 febbraio 2016   | Pan-STARRS                    |
| 737677 | 2016 CM340               | 9 febbraio 2016   | Pan-STARRS                    |
| 737678 | 2016 CO340               | 6 febbraio 2016   | Pan-STARRS                    |
| 737679 | 2016 CU340               | 11 febbraio 2016  | Pan-STARRS                    |
| 737680 | 2016 CC348               | 11 febbraio 2016  | Pan-STARRS                    |
| 737681 | 2016 CW350               | 3 ottobre 2013    | CSS                           |
| 737682 | 2016 CT367               | 3 febbraio 2016   | Pan-STARRS                    |
| 737683 | 2016 CB373               | 6 febbraio 2016   | Pan-STARRS                    |
| 737684 | 2016 CN376               | 10 febbraio 2016  | Spacewatch                    |
| 737685 | 2016 CY384               | 6 febbraio 2016   | Pan-STARRS                    |
| 737686 | 2016 CS396               | 10 febbraio 2016  | Pan-STARRS                    |
| 737687 | 2016 DK6                 | 23 maggio 2001    | J. L. Elliot, L. H. Wasserman |
| 737688 | 2016 DJ10                | 14 settembre 2013 | Pan-STARRS                    |
| 737689 | 2016 DL11                | 4 aprile 2010     | WISE                          |
| 737690 | 2016 DH13                | 17 novembre 2014  | Pan-STARRS                    |
| 737691 | 2016 DA16                | 19 gennaio 2005   | Spacewatch                    |
| 737692 | 2016 DR16                | 18 marzo 2010     | WISE                          |
| 737693 | 2016 DM17                | 12 aprile 2010    | Mount Lemmon Survey           |
| 737694 | 2016 DF18                | 10 febbraio 2016  | Pan-STARRS                    |
| 737695 | 2016 DC21                | 13 dicembre 2015  | Pan-STARRS                    |
| 737696 | 2016 DD22                | 27 febbraio 2016  | Mount Lemmon Survey           |
| 737697 | 2016 DC23                | 12 settembre 2007 | Mount Lemmon Survey           |
| 737698 | 2016 DL23                | 16 aprile 2007    | Mount Lemmon Survey           |
| 737699 | 2016 DM24                | 4 febbraio 2016   | Pan-STARRS                    |
| 737700 | 2016 DX24                | 10 marzo 2005     | Mount Lemmon Survey           |

## 737701–737800
| Nome   | Designazione provvisoria | Data di scoperta  | Scopritore                |
| ------ | ------------------------ | ----------------- | ------------------------- |
| 737701 | 2016 DW26                | 13 aprile 2002    | NEAT                      |
| 737702 | 2016 DZ26                | 27 aprile 2012    | Pan-STARRS                |
| 737703 | 2016 DF27                | 23 settembre 2008 | Spacewatch                |
| 737704 | 2016 DR27                | 13 marzo 2010     | WISE                      |
| 737705 | 2016 DQ28                | 16 gennaio 2011   | Mount Lemmon Survey       |
| 737706 | 2016 DT32                | 14 febbraio 2010  | Mount Lemmon Survey       |
| 737707 | 2016 DA33                | 2 settembre 2013  | Mount Lemmon Survey       |
| 737708 | 2016 DA35                | 29 febbraio 2016  | Pan-STARRS                |
| 737709 | 2016 DE41                | 27 febbraio 2016  | Mount Lemmon Survey       |
| 737710 | 2016 DF43                | 28 febbraio 2016  | Mount Lemmon Survey       |
| 737711 | 2016 DK43                | 17 febbraio 2016  | Mount Lemmon Survey       |
| 737712 | 2016 ED3                 | 26 novembre 2014  | Pan-STARRS                |
| 737713 | 2016 EH3                 | 21 febbraio 2007  | Mount Lemmon Survey       |
| 737714 | 2016 EA4                 | 1 ottobre 2009    | Mount Lemmon Survey       |
| 737715 | 2016 EP5                 | 8 gennaio 2000    | Spacewatch                |
| 737716 | 2016 EF6                 | 9 marzo 2005      | Mount Lemmon Survey       |
| 737717 | 2016 ES7                 | 16 gennaio 2004   | Spacewatch                |
| 737718 | 2016 EW8                 | 26 novembre 2014  | Pan-STARRS                |
| 737719 | 2016 ES9                 | 6 ottobre 2008    | Mount Lemmon Survey       |
| 737720 | 2016 EF10                | 7 aprile 2011     | W. Bickel                 |
| 737721 | 2016 EK12                | 17 gennaio 2000   | C. Veillet                |
| 737722 | 2016 EU12                | 21 novembre 2009  | Mount Lemmon Survey       |
| 737723 | 2016 EE16                | 8 gennaio 2016    | Pan-STARRS                |
| 737724 | 2016 EZ16                | 15 gennaio 2010   | Mount Lemmon Survey       |
| 737725 | 2016 EH17                | 20 marzo 1999     | SDSS Collaboration        |
| 737726 | 2016 EE20                | 30 agosto 2013    | Pan-STARRS                |
| 737727 | 2016 EU23                | 17 febbraio 2010  | Spacewatch                |
| 737728 | 2016 EZ23                | 6 aprile 2005     | Spacewatch                |
| 737729 | 2016 EH25                | 3 marzo 2016      | Pan-STARRS                |
| 737730 | 2016 EA26                | 6 gennaio 2010    | Mount Lemmon Survey       |
| 737731 | 2016 ED30                | 17 gennaio 2016   | Pan-STARRS                |
| 737732 | 2016 EH30                | 3 marzo 2016      | Mount Lemmon Survey       |
| 737733 | 2016 EU30                | 17 gennaio 2005   | Spacewatch                |
| 737734 | 2016 EY30                | 20 settembre 2014 | Pan-STARRS                |
| 737735 | 2016 EC31                | 3 marzo 2016      | Pan-STARRS                |
| 737736 | 2016 EY31                | 3 marzo 2016      | Pan-STARRS                |
| 737737 | 2016 EJ34                | 15 aprile 2010    | WISE                      |
| 737738 | 2016 EB38                | 18 settembre 2003 | Spacewatch                |
| 737739 | 2016 EG38                | 13 dicembre 2009  | Mount Lemmon Survey       |
| 737740 | 2016 ER43                | 17 novembre 2014  | Mount Lemmon Survey       |
| 737741 | 2016 EV46                | 1 novembre 2008   | Mount Lemmon Survey       |
| 737742 | 2016 EB48                | 7 aprile 2011     | Spacewatch                |
| 737743 | 2016 EN48                | 7 ottobre 2008    | Mount Lemmon Survey       |
| 737744 | 2016 EQ48                | 11 aprile 2010    | WISE                      |
| 737745 | 2016 EU51                | 26 novembre 2014  | Pan-STARRS                |
| 737746 | 2016 EG52                | 12 dicembre 2014  | Pan-STARRS                |
| 737747 | 2016 ES53                | 19 maggio 2006    | Mount Lemmon Survey       |
| 737748 | 2016 EY56                | 28 novembre 2010  | Mount Lemmon Survey       |
| 737749 | 2016 EA57                | 3 marzo 2016      | M. Ory                    |
| 737750 | 2016 EF57                | 14 febbraio 2010  | Mount Lemmon Survey       |
| 737751 | 2016 EM60                | 3 settembre 2002  | NEAT                      |
| 737752 | 2016 EJ61                | 26 novembre 2014  | Pan-STARRS                |
| 737753 | 2016 EV61                | 4 ottobre 2013    | Mount Lemmon Survey       |
| 737754 | 2016 ES62                | 31 ottobre 2008   | Spacewatch                |
| 737755 | 2016 ES64                | 1 luglio 2006     | CSS                       |
| 737756 | 2016 EX66                | 6 agosto 2012     | Pan-STARRS                |
| 737757 | 2016 EY67                | 9 febbraio 2016   | Pan-STARRS                |
| 737758 | 2016 EE68                | 30 maggio 2000    | D. Davis, S. Howell       |
| 737759 | 2016 EM68                | 4 gennaio 2016    | Pan-STARRS                |
| 737760 | 2016 ES68                | 18 novembre 2014  | Pan-STARRS                |
| 737761 | 2016 EC69                | 12 febbraio 2016  | Pan-STARRS                |
| 737762 | 2016 EB70                | 1 maggio 2005     | NEAT                      |
| 737763 | 2016 ER70                | 26 ottobre 2009   | Mount Lemmon Survey       |
| 737764 | 2016 EN71                | 13 marzo 2007     | CSS                       |
| 737765 | 2016 EY71                | 22 ottobre 2008   | Spacewatch                |
| 737766 | 2016 ET72                | 10 agosto 2004    | A. Boattini, F. De Luise  |
| 737767 | 2016 EZ72                | 27 novembre 2014  | Pan-STARRS                |
| 737768 | 2016 EN73                | 16 febbraio 2004  | Spacewatch                |
| 737769 | 2016 ES73                | 9 dicembre 2010   | Mount Lemmon Survey       |
| 737770 | 2016 EK74                | 14 gennaio 2016   | Pan-STARRS                |
| 737771 | 2016 EQ74                | 26 dicembre 2011  | Spacewatch                |
| 737772 | 2016 EL76                | 27 febbraio 2016  | Mount Lemmon Survey       |
| 737773 | 2016 EX76                | 19 settembre 2003 | Spacewatch                |
| 737774 | 2016 EG77                | 4 marzo 2005      | LINEAR                    |
| 737775 | 2016 EO77                | 14 dicembre 2010  | Mount Lemmon Survey       |
| 737776 | 2016 ET77                | 27 febbraio 2016  | Mount Lemmon Survey       |
| 737777 | 2016 EV78                | 4 aprile 2005     | CSS                       |
| 737778 | 2016 EM79                | 10 marzo 2010     | Osservatorio Jarnac       |
| 737779 | 2016 EW79                | 4 giugno 2011     | Spacewatch                |
| 737780 | 2016 EE80                | 28 marzo 2011     | Spacewatch                |
| 737781 | 2016 EL80                | 23 novembre 2014  | Pan-STARRS                |
| 737782 | 2016 EP82                | 7 aprile 2010     | WISE                      |
| 737783 | 2016 ET88                | 21 agosto 2008    | Spacewatch                |
| 737784 | 2016 EX88                | 15 dicembre 2014  | Mount Lemmon Survey       |
| 737785 | 2016 EF89                | 25 febbraio 2006  | Mount Lemmon Survey       |
| 737786 | 2016 ET90                | 3 febbraio 2016   | Pan-STARRS                |
| 737787 | 2016 EX90                | 3 marzo 2016      | Mount Lemmon Survey       |
| 737788 | 2016 EE92                | 29 novembre 2014  | Mount Lemmon Survey       |
| 737789 | 2016 EU94                | 4 febbraio 2016   | Pan-STARRS                |
| 737790 | 2016 EX94                | 26 marzo 2011     | Mount Lemmon Survey       |
| 737791 | 2016 EL97                | 25 maggio 2006    | Osservatorio di Mauna Kea |
| 737792 | 2016 EP97                | 12 novembre 2014  | Pan-STARRS                |
| 737793 | 2016 EV97                | 16 febbraio 2010  | Mount Lemmon Survey       |
| 737794 | 2016 EG98                | 7 marzo 2016      | Pan-STARRS                |
| 737795 | 2016 EV98                | 21 novembre 2014  | Pan-STARRS                |
| 737796 | 2016 ES99                | 18 novembre 2008  | Spacewatch                |
| 737797 | 2016 EV99                | 7 marzo 2016      | Pan-STARRS                |
| 737798 | 2016 EW100               | 18 ottobre 1998   | Spacewatch                |
| 737799 | 2016 EO101               | 10 dicembre 2009  | Mount Lemmon Survey       |
| 737800 | 2016 EZ103               | 2 ottobre 2013    | Pan-STARRS                |

## 737801–737900
| Nome   | Designazione provvisoria | Data di scoperta  | Scopritore             |
| ------ | ------------------------ | ----------------- | ---------------------- |
| 737801 | 2016 EG104               | 11 dicembre 2014  | Mount Lemmon Survey    |
| 737802 | 2016 ES105               | 6 ottobre 2008    | Mount Lemmon Survey    |
| 737803 | 2016 EN107               | 1 dicembre 2008   | Spacewatch             |
| 737804 | 2016 EA108               | 8 agosto 2013     | Pan-STARRS             |
| 737805 | 2016 EU109               | 15 dicembre 2001  | SDSS Collaboration     |
| 737806 | 2016 EA110               | 25 novembre 2006  | Mount Lemmon Survey    |
| 737807 | 2016 ES110               | 30 gennaio 2003   | LONEOS                 |
| 737808 | 2016 EZ111               | 14 febbraio 2010  | Spacewatch             |
| 737809 | 2016 EE113               | 4 ottobre 2002    | SDSS Collaboration     |
| 737810 | 2016 EM116               | 9 settembre 2013  | Pan-STARRS             |
| 737811 | 2016 ET116               | 3 ottobre 2013    | Pan-STARRS             |
| 737812 | 2016 ED117               | 3 marzo 2000      | SDSS Collaboration     |
| 737813 | 2016 EN117               | 26 novembre 2014  | Spacewatch             |
| 737814 | 2016 ET117               | 24 settembre 2008 | Mount Lemmon Survey    |
| 737815 | 2016 EZ118               | 10 marzo 2005     | Mount Lemmon Survey    |
| 737816 | 2016 EM119               | 27 dicembre 2009  | Spacewatch             |
| 737817 | 2016 EP120               | 17 gennaio 2015   | Pan-STARRS             |
| 737818 | 2016 EY121               | 16 ottobre 2006   | CSS                    |
| 737819 | 2016 EM122               | 13 settembre 2013 | Spacewatch             |
| 737820 | 2016 EL123               | 19 settembre 2014 | Pan-STARRS             |
| 737821 | 2016 EQ123               | 12 settembre 2002 | NEAT                   |
| 737822 | 2016 EM124               | 8 gennaio 2016    | Pan-STARRS             |
| 737823 | 2016 EO124               | 29 novembre 2014  | Mount Lemmon Survey    |
| 737824 | 2016 EZ124               | 3 gennaio 2009    | Mount Lemmon Survey    |
| 737825 | 2016 EU128               | 13 febbraio 2010  | Mount Lemmon Survey    |
| 737826 | 2016 EE129               | 13 settembre 2007 | Mount Lemmon Survey    |
| 737827 | 2016 EN131               | 10 marzo 2016     | Pan-STARRS             |
| 737828 | 2016 EN133               | 12 marzo 2010     | Spacewatch             |
| 737829 | 2016 EH135               | 17 gennaio 2007   | NEAT                   |
| 737830 | 2016 EV135               | 11 marzo 2005     | Mount Lemmon Survey    |
| 737831 | 2016 EF139               | 20 dicembre 2004  | Mount Lemmon Survey    |
| 737832 | 2016 EW140               | 26 agosto 2014    | R. Holmes              |
| 737833 | 2016 EB143               | 15 febbraio 2012  | Pan-STARRS             |
| 737834 | 2016 EX144               | 9 marzo 2005      | Mount Lemmon Survey    |
| 737835 | 2016 EV146               | 5 ottobre 2002    | SDSS Collaboration     |
| 737836 | 2016 EZ147               | 1 aprile 2005     | Spacewatch             |
| 737837 | 2016 EC148               | 26 ottobre 2008   | Mount Lemmon Survey    |
| 737838 | 2016 EJ148               | 27 gennaio 2015   | Pan-STARRS             |
| 737839 | 2016 EL148               | 10 marzo 2016     | Pan-STARRS             |
| 737840 | 2016 EW148               | 10 marzo 2016     | Pan-STARRS             |
| 737841 | 2016 EC149               | 14 febbraio 2012  | Pan-STARRS             |
| 737842 | 2016 EM151               | 26 ottobre 2011   | Pan-STARRS             |
| 737843 | 2016 EN153               | 13 settembre 2007 | Mount Lemmon Survey    |
| 737844 | 2016 EC154               | 24 settembre 2013 | Mount Lemmon Survey    |
| 737845 | 2016 EM154               | 1 ottobre 1995    | Spacewatch             |
| 737846 | 2016 EN155               | 9 febbraio 2016   | Pan-STARRS             |
| 737847 | 2016 EU156               | 12 marzo 2002     | Spacewatch             |
| 737848 | 2016 EZ159               | 16 marzo 2005     | Mount Lemmon Survey    |
| 737849 | 2016 EQ161               | 3 settembre 2013  | Mount Lemmon Survey    |
| 737850 | 2016 EV163               | 26 ottobre 2008   | Pistoia Mountains Obs. |
| 737851 | 2016 EQ166               | 5 agosto 2005     | NEAT                   |
| 737852 | 2016 EJ168               | 19 gennaio 2009   | Mount Lemmon Survey    |
| 737853 | 2016 EK169               | 16 settembre 2007 | W. Bickel              |
| 737854 | 2016 EK170               | 10 marzo 2016     | Pan-STARRS             |
| 737855 | 2016 EL171               | 12 maggio 2012    | Pan-STARRS             |
| 737856 | 2016 EN172               | 11 marzo 2005     | Mount Lemmon Survey    |
| 737857 | 2016 EA174               | 13 gennaio 2015   | Pan-STARRS             |
| 737858 | 2016 ET174               | 21 novembre 2014  | Pan-STARRS             |
| 737859 | 2016 EX175               | 9 febbraio 2016   | Pan-STARRS             |
| 737860 | 2016 EN177               | 25 ottobre 2008   | Spacewatch             |
| 737861 | 2016 EO177               | 10 marzo 2016     | Pan-STARRS             |
| 737862 | 2016 EZ177               | 13 settembre 2013 | Spacewatch             |
| 737863 | 2016 EN179               | 11 settembre 2002 | AMOS                   |
| 737864 | 2016 EZ180               | 26 novembre 2014  | Pan-STARRS             |
| 737865 | 2016 EJ182               | 6 aprile 2010     | Mount Lemmon Survey    |
| 737866 | 2016 EO187               | 11 gennaio 2010   | Spacewatch             |
| 737867 | 2016 EG188               | 20 dicembre 2014  | Pan-STARRS             |
| 737868 | 2016 ED189               | 7 gennaio 2010    | Spacewatch             |
| 737869 | 2016 EV190               | 26 maggio 2006    | Spacewatch             |
| 737870 | 2016 ET191               | 18 gennaio 2016   | Pan-STARRS             |
| 737871 | 2016 EO192               | 8 gennaio 2016    | Pan-STARRS             |
| 737872 | 2016 EU192               | 8 gennaio 2010    | Spacewatch             |
| 737873 | 2016 EM193               | 6 settembre 2008  | Mount Lemmon Survey    |
| 737874 | 2016 EX194               | 13 marzo 2007     | Spacewatch             |
| 737875 | 2016 EJ196               | 22 marzo 2003     | NEAT                   |
| 737876 | 2016 EL197               | 14 settembre 2013 | Pan-STARRS             |
| 737877 | 2016 EQ197               | 24 settembre 2013 | Mount Lemmon Survey    |
| 737878 | 2016 EW198               | 5 gennaio 2006    | Spacewatch             |
| 737879 | 2016 EE199               | 11 settembre 2007 | Mount Lemmon Survey    |
| 737880 | 2016 EN199               | 9 febbraio 2016   | Pan-STARRS             |
| 737881 | 2016 ET199               | 11 marzo 2005     | Spacewatch             |
| 737882 | 2016 EP201               | 12 agosto 2006    | NEAT                   |
| 737883 | 2016 ET208               | 11 marzo 2005     | Mount Lemmon Survey    |
| 737884 | 2016 EL211               | 5 ottobre 2013    | Spacewatch             |
| 737885 | 2016 EM215               | 13 gennaio 2010   | Mount Lemmon Survey    |
| 737886 | 2016 EJ216               | 20 ottobre 2008   | Mount Lemmon Survey    |
| 737887 | 2016 EB217               | 2 marzo 2016      | Mount Lemmon Survey    |
| 737888 | 2016 EW217               | 5 marzo 2016      | Pan-STARRS             |
| 737889 | 2016 EA218               | 14 febbraio 2010  | Spacewatch             |
| 737890 | 2016 ED218               | 13 settembre 2007 | Spacewatch             |
| 737891 | 2016 EH218               | 6 marzo 2010      | WISE                   |
| 737892 | 2016 ET218               | 15 settembre 2006 | Spacewatch             |
| 737893 | 2016 ET219               | 10 agosto 2007    | Spacewatch             |
| 737894 | 2016 EK220               | 27 gennaio 2015   | Pan-STARRS             |
| 737895 | 2016 EZ220               | 13 settembre 2007 | Mount Lemmon Survey    |
| 737896 | 2016 EB221               | 8 ottobre 2007    | Mount Lemmon Survey    |
| 737897 | 2016 EU221               | 8 gennaio 2010    | Spacewatch             |
| 737898 | 2016 EG223               | 30 ottobre 2008   | Spacewatch             |
| 737899 | 2016 EX223               | 3 marzo 2016      | Mount Lemmon Survey    |
| 737900 | 2016 EQ224               | 7 marzo 2016      | Pan-STARRS             |

## 737901–738000
| Nome   | Designazione provvisoria | Data di scoperta  | Scopritore                |
| ------ | ------------------------ | ----------------- | ------------------------- |
| 737901 | 2016 ER225               | 20 febbraio 2009  | Mount Lemmon Survey       |
| 737902 | 2016 ED226               | 14 febbraio 2012  | Pan-STARRS                |
| 737903 | 2016 EG226               | 21 novembre 2014  | Mount Lemmon Survey       |
| 737904 | 2016 EL226               | 31 gennaio 2009   | Mount Lemmon Survey       |
| 737905 | 2016 EM226               | 19 febbraio 2012  | Mount Lemmon Survey       |
| 737906 | 2016 EL227               | 10 dicembre 2009  | Mount Lemmon Survey       |
| 737907 | 2016 EX228               | 1 settembre 2013  | Mount Lemmon Survey       |
| 737908 | 2016 EK229               | 1 marzo 2016      | Mount Lemmon Survey       |
| 737909 | 2016 EO230               | 1 marzo 2016      | Pan-STARRS                |
| 737910 | 2016 EV230               | 24 settembre 2008 | Spacewatch                |
| 737911 | 2016 EM231               | 31 marzo 2011     | Mount Lemmon Survey       |
| 737912 | 2016 ER231               | 26 dicembre 2014  | Pan-STARRS                |
| 737913 | 2016 EU231               | 26 dicembre 2014  | Pan-STARRS                |
| 737914 | 2016 ET234               | 4 marzo 2016      | Pan-STARRS                |
| 737915 | 2016 EH237               | 6 marzo 2016      | Pan-STARRS                |
| 737916 | 2016 EU237               | 1 novembre 2013   | Mount Lemmon Survey       |
| 737917 | 2016 EY238               | 7 marzo 2016      | Pan-STARRS                |
| 737918 | 2016 EX239               | 21 novembre 2009  | Mount Lemmon Survey       |
| 737919 | 2016 EZ239               | 16 giugno 2012    | Mount Lemmon Survey       |
| 737920 | 2016 EK240               | 10 marzo 2016     | Mount Lemmon Survey       |
| 737921 | 2016 EZ240               | 10 marzo 2016     | Pan-STARRS                |
| 737922 | 2016 EM241               | 28 settembre 2013 | Mount Lemmon Survey       |
| 737923 | 2016 ET244               | 11 marzo 2016     | Pan-STARRS                |
| 737924 | 2016 EW245               | 10 agosto 2007    | Spacewatch                |
| 737925 | 2016 EO248               | 9 febbraio 2016   | Mount Lemmon Survey       |
| 737926 | 2016 EE252               | 10 luglio 2010    | WISE                      |
| 737927 | 2016 EF265               | 10 marzo 2016     | Pan-STARRS                |
| 737928 | 2016 ES268               | 11 marzo 2005     | Spacewatch                |
| 737929 | 2016 EV274               | 11 marzo 2016     | Pan-STARRS                |
| 737930 | 2016 EX274               | 5 marzo 2016      | Pan-STARRS                |
| 737931 | 2016 EU283               | 1 marzo 2016      | Pan-STARRS                |
| 737932 | 2016 EV290               | 12 marzo 2016     | Pan-STARRS                |
| 737933 | 2016 ER291               | 20 dicembre 2014  | Pan-STARRS                |
| 737934 | 2016 EG292               | 12 marzo 2016     | Pan-STARRS                |
| 737935 | 2016 EP292               | 12 marzo 2016     | Pan-STARRS                |
| 737936 | 2016 EE314               | 3 marzo 2016      | Pan-STARRS                |
| 737937 | 2016 EA319               | 12 marzo 2016     | Pan-STARRS                |
| 737938 | 2016 EW344               | 7 febbraio 2011   | Mount Lemmon Survey       |
| 737939 | 2016 FX                  | 21 settembre 1995 | AMOS                      |
| 737940 | 2016 FY                  | 13 aprile 2010    | WISE                      |
| 737941 | 2016 FY4                 | 25 maggio 2006    | Osservatorio di Mauna Kea |
| 737942 | 2016 FB5                 | 31 marzo 2005     | D. Healy                  |
| 737943 | 2016 FA7                 | 10 settembre 2007 | Mount Lemmon Survey       |
| 737944 | 2016 FD7                 | 10 dicembre 2004  | Spacewatch                |
| 737945 | 2016 FN9                 | 13 settembre 2007 | Mount Lemmon Survey       |
| 737946 | 2016 FV9                 | 29 gennaio 2012   | L. Elenin                 |
| 737947 | 2016 FG10                | 8 marzo 2005      | Mount Lemmon Survey       |
| 737948 | 2016 FH11                | 29 settembre 2008 | Spacewatch                |
| 737949 | 2016 FJ11                | 14 marzo 2016     | Mount Lemmon Survey       |
| 737950 | 2016 FQ11                | 1 febbraio 2012   | Mount Lemmon Survey       |
| 737951 | 2016 FR16                | 5 febbraio 2016   | Pan-STARRS                |
| 737952 | 2016 FS16                | 14 ottobre 2009   | Mount Lemmon Survey       |
| 737953 | 2016 FJ17                | 9 settembre 2007  | Spacewatch                |
| 737954 | 2016 FY17                | 2 aprile 2011     | Mount Lemmon Survey       |
| 737955 | 2016 FW18                | 18 giugno 2013    | Pan-STARRS                |
| 737956 | 2016 FM19                | 2 settembre 2014  | Pan-STARRS                |
| 737957 | 2016 FU19                | 5 aprile 2005     | CSS                       |
| 737958 | 2016 FH20                | 17 gennaio 2016   | Pan-STARRS                |
| 737959 | 2016 FT20                | 6 novembre 2008   | Mount Lemmon Survey       |
| 737960 | 2016 FY21                | 16 giugno 2013    | Pan-STARRS                |
| 737961 | 2016 FZ22                | 18 marzo 2010     | Mount Lemmon Survey       |
| 737962 | 2016 FD24                | 6 ottobre 2008    | Mount Lemmon Survey       |
| 737963 | 2016 FX25                | 18 marzo 2016     | Mount Lemmon Survey       |
| 737964 | 2016 FC29                | 19 gennaio 2015   | Mount Lemmon Survey       |
| 737965 | 2016 FZ29                | 18 marzo 2009     | Spacewatch                |
| 737966 | 2016 FV30                | 30 maggio 2009    | Mount Lemmon Survey       |
| 737967 | 2016 FW30                | 27 aprile 2009    | Mount Lemmon Survey       |
| 737968 | 2016 FB31                | 18 gennaio 2015   | Mount Lemmon Survey       |
| 737969 | 2016 FO31                | 23 ottobre 2009   | Spacewatch                |
| 737970 | 2016 FT31                | 11 settembre 2010 | Spacewatch                |
| 737971 | 2016 FC33                | 20 gennaio 2015   | Mount Lemmon Survey       |
| 737972 | 2016 FU33                | 17 marzo 2005     | Spacewatch                |
| 737973 | 2016 FB36                | 20 marzo 1999     | SDSS Collaboration        |
| 737974 | 2016 FQ37                | 22 ottobre 2008   | Mount Lemmon Survey       |
| 737975 | 2016 FO38                | 23 febbraio 2012  | Mount Lemmon Survey       |
| 737976 | 2016 FE39                | 21 agosto 2001    | Spacewatch                |
| 737977 | 2016 FT40                | 17 febbraio 2010  | Mount Lemmon Survey       |
| 737978 | 2016 FW40                | 30 marzo 2016     | Pan-STARRS                |
| 737979 | 2016 FA41                | 7 ottobre 2007    | Mount Lemmon Survey       |
| 737980 | 2016 FX41                | 9 ottobre 2007    | Mount Lemmon Survey       |
| 737981 | 2016 FZ41                | 13 febbraio 2010  | CSS                       |
| 737982 | 2016 FQ42                | 23 ottobre 2003   | Spacewatch                |
| 737983 | 2016 FL44                | 4 aprile 2005     | Mount Lemmon Survey       |
| 737984 | 2016 FW48                | 14 giugno 2012    | Mount Lemmon Survey       |
| 737985 | 2016 FL49                | 22 novembre 2014  | Pan-STARRS                |
| 737986 | 2016 FV49                | 19 febbraio 2010  | CSS                       |
| 737987 | 2016 FV52                | 12 marzo 2016     | Pan-STARRS                |
| 737988 | 2016 FD53                | 11 gennaio 2010   | Spacewatch                |
| 737989 | 2016 FD55                | 27 novembre 2009  | Mount Lemmon Survey       |
| 737990 | 2016 FM58                | 26 novembre 2013  | Pan-STARRS                |
| 737991 | 2016 FQ62                | 18 dicembre 2009  | Mount Lemmon Survey       |
| 737992 | 2016 FL64                | 24 marzo 2003     | Spacewatch                |
| 737993 | 2016 FR64                | 30 novembre 2003  | Spacewatch                |
| 737994 | 2016 FK65                | 16 marzo 2016     | Pan-STARRS                |
| 737995 | 2016 FP65                | 16 marzo 2016     | Pan-STARRS                |
| 737996 | 2016 FC67                | 26 gennaio 2011   | Spacewatch                |
| 737997 | 2016 FH67                | 18 febbraio 2015  | Mount Lemmon Survey       |
| 737998 | 2016 FG71                | 31 marzo 2016     | Pan-STARRS                |
| 737999 | 2016 FN72                | 18 marzo 2016     | Mount Lemmon Survey       |
| 738000 | 2016 FF75                | 16 marzo 2016     | Pan-STARRS                |